# Orthemis coracina
Orthemis coracina is een libellensoort uit de familie van de korenbouten (Libellulidae), onderorde echte libellen (Anisoptera).
De wetenschappelijke naam Orthemis coracina is voor het eerst geldig gepubliceerd in 2009 door von Ellenrieder.